# Herdaminne
Herdaminne är den etablerade benämningen på ett vetenskapligt grundat, personhistoriskt uppslagsverk omfattande samtliga präster i ett stift, vanligtvis från medeltiden till nutiden (det vill säga till bokens utgivningsår).
Uppgifterna i ett herdaminne omfattar för varje biograferad präst vanligen fullständigt namn, födelseort och -datum, föräldrar, dödsort och -datum, utförlig meritlista över utbildning och innehavda tjänster och uppdrag, uppgifter om hustru eller man och barn, med födelse- och dödsdatum och yrkesangivelse. Vissa utgåvor innehåller även porträtt. För varje präst (dock ej för dem som levde vid bokens tryckning) finns också en vetenskapligt grundad essä som beskriver livsgärningen och karakteriserar personen. Herdaminnet publicerar också en förteckning över prästens utgivna skrifter och uppgifter om källorna för framställningen. Biografierna är vanligtvis ordnade pastoratsvis efter prästens sluttjänst.
I flera svenska stift pågår aktuell herdaminnesforskning och flera av nedan förtecknade arbeten är oavslutade. Med anknytning till herdaminnena skall ses de i de flesta stift förekommande parentationerna vid prästmötena. Genom de så kallade minnesteckningarna sammanfattas då de senast bortgångna prästernas livsgärning. Minnesteckningarna utges vanligtvis som en tryckt bok, som hålls tillgänglig för allmänheten.
Parallellt med herdaminnena har sedan 1700-talet i de olika stiften utgivits ett stort antal biografiska matriklar, som redovisar personhistoriska fakta om prästerskapet (och om ekonomiska, demografiska och topografiska förhållanden med mera rörande de olika församlingarna) i ett visst stift vid en viss tidpunkt.  Dessa böcker hade långt fram i tiden en viktig uppgift som officiell orientering kopplad till prästernas befordringssystem. Gränsen mellan herdaminne och matrikel kan ibland vara flytande.
Dessutom har under 1900-talet utgivits ett antal biografiska matriklar som redovisar prästerskapet i hela riket. Sådana utgavs av Håkan Th. Ohlsson 1901, 1914 och 1934 och av Ivar Hylander 1970.
Genom herdaminnena och de olika typer av matriklar som utgivits är Svenska kyrkans prästerskap den biografiskt mest genomarbetade yrkeskåren i Sverige. Denna typ av omfattande uppslagsverk finns också för de andra lutherska länderna.
Ordet herdaminne tycks vara skapat av Hans Jonæ Tunæus när han 1771 utgav Herdaminne eller Hernösands stifts präst-krönika, ett häftesvis utgivet prästbiografiskt uppslagsverk. Det följdes efter några år av det mera spridda och kända, över 800-sidiga arbetet av Nils Aurelius Strengnäs stifts herdaminne 1785. Förebilden var en motsvarande bok över statliga ämbetsmän, utgiven 1745 av Anders Anton von Stiernman med den långa och beskrivande titeln "Swea och Götha höfdinga-minne eller En chronologisk längd och förtekning uppå öfwer-ståthållare, general gouverneurer, gouverneurer, landshöfdingar, lagmän, ståthållare och commendanter i konungariket Swerige och desz underliggande land och herrskaper tilhopa dragen så af tryckta som handskrefna bref och handlingar, ifrån de äldsta tider in til närwarande, och med korta underrättelser angående desze herrars och mäns ätter, föräldrar, tid efter annan beklädda embeten, sköldemärcken, giften, födelse- och döds-år."
Under 2022 har de flesta svenska herdaminnen digitaliserats av Kungliga biblioteket på beställning av Litteraturbanken, där de kan sökas med "texttype:herdaminne".

## Förteckning över utgivna herdaminnen

### Uppsala stift
- J.E. Fant & A.Th Låstbom Upsala ärkestifts herdaminne, 1. (Ärkebiskopar - Gran), 1842. 494 sidor.
- J.E. Fant & A.Th Låstbom Upsala ärkestifts herdaminne, 2. (Hacksta och Löth - Simtuna). 1843. 464 sidor.
- J.E. Fant & A.Th Låstbom Upsala ärkestifts herdaminne, 3. (Skepptuna och Lunda - Össeby) 1845. 590 sidor.
- Ludvig Nyström, Uppsala ärkestifts herdaminne. Ny följd, 4. (Ärkebiskopar - Össeby-Garn), 1893. 568 sidor.
- Lars Otto Berg & Ragnar Norrman. Uppsala stifts herdaminne. Stiftshistoriskt uppslagsverk från reformationen till nyaste tid, Serie II. Pastorat och präster. Band 7 Fjärdhundra kontrakt 1593-1991  Utg. av Stiftshistoriska kommittén i Uppsala. 1997. 638 sidor.
- Lars Otto Berg & Magdalena Hellquist & Ragnar Norrman,  Uppsala stifts herdaminne. Stiftshistoriskt uppslagsverk från reformationen till nyaste tid, Serie II. Pastorat och präster. Band 8:2. Trögds - Åsunda kontrakt 1593-1999. Halvband 1. Trögds kontrakt.  Utg. av Stiftshistoriska kommittén i Uppsala. 2004. 590 sidor.
- Lars Otto Berg,   Uppsala stifts herdaminne. Stiftshistoriskt uppslagsverk från reformationen till nyaste tid, Serie II. Pastorat och präster. Band 8:2 Trögds - Åsunda kontrakt 1593-1999. Halvband 2. Åsunda kontrakt.  Utg. av Stiftshistoriska kommittén i Uppsala. 2007. 527 sidor
- Lars Otto Berg, Uppsala stifts herdaminne. Stiftshistoriskt uppslagsverk från reformationen till nyaste tid, Serie II. Pastorat och präster. Band 9. Sigtuna/Ärlinghundra kontrakt 1593-1999. Halvband 1. Ärlinghundra kontrakt.  Utg. av Stiftshistoriska kommittén i Uppsala. 2015. 475 sidor
- Lars Otto Berg, Uppsala stifts herdaminne. Stiftshistoriskt uppslagsverk från reformationen till nyaste tid, Serie II. Pastorat och präster. Band 9. Sigtuna/Ärlinghundra kontrakt 1593-1999. Halvband 2. Seminghundra kontrakt.  Utg. av Stiftshistoriska kommittén i Uppsala. 2020. 548 sidor
- Tomas Anderman m.fl., , Uppsala stifts herdaminne. Stiftshistoriskt uppslagsverk från reformationen till nyaste tid, Serie II. Pastorat och präster. Band 14:1. Ala kontrakt 1593-1999. Halvband 1.  Söderala, Söderhamn, Skog. .  Utg. av Stiftshistoriska kommittén i Uppsala. 2024.  459 sidor.
- Tomas Anderman m.fl., , Uppsala stifts herdaminne. Stiftshistoriskt uppslagsverk från reformationen till nyaste tid, Serie II. Pastorat och präster. Band 14:2. Ala kontrakt 1593-1999. Halvband 2. Norrala-Trönö, Hanebo-Segersta, Mo-Rengsjö, Rengsjö.  Utg. av Stiftshistoriska kommittén i Uppsala. 2024. 438 sidor
- Matts Sandström & Ragnar Norrman, Uppsala stifts herdaminne. Stiftshistoriskt uppslagsverk från reformationen till nyaste tid, Serie II. Pastorat och präster. Band 15. Voxnans kontrakt 1593-1999. Utg. av Stiftshistoriska kommittén i Uppsala. 2008. 501 sidor.
- Börje Björklund & Lars Otto Berg & Ragnar Norrman,  Uppsala stifts herdaminne. Stiftshistoriskt uppslagsverk från reformationen till nyaste tid, Serie II. Pastorat och präster. Band 16. Ljusnans kontrakt 1593-1999.  Utg. av Stiftshistoriska kommittén i Uppsala. 2001. 413 sidor.
- Britt Hedberg, Uppsala stifts herdaminne. Stiftshistoriskt uppslagsverk från reformationen till nyaste tid, Serie IV. Missionstid, medeltid, reformationstid. Band IV:1 Från missionstid till år 1366.  Utg. av Stiftshistoriska kommittén i Uppsala 2007. 599 sidor.
- Britt Hedberg, Uppsala stifts herdaminne. Stiftshistoriskt uppslagsverk från reformationen till nyaste tid, Serie IV. Missionstid, medeltid, reformationstid. Band IV:2 1367-1527. Utg. av Stiftshistoriska kommittén i Uppsala 2014. 559 sidor.
- Jan Brunius, Uppsala stifts herdaminne. Stiftshistoriskt uppslagsverk från reformationen till nyaste tid, Serie IV. Missionstid, medeltid, reformationstid. Band IV:3. 1527–1593.  Utg. av Stiftshistoriska kommittén i Uppsala 2017. 453 sidor.

### Linköpings stift
- Johan Isak Håhl, Linköpings stifts herdaminne, 1. (Biskopar. Domprosteriet eller Hanekinds och Åkerbo Prosteri. Gullbergs och Bobergs Prosteri. Aska Prosteri. Dahls prosteri. Bankekinds Prosteri. Skärkinds Prosteri.) 1846. 386 sidor.
- Johan Isak Håhl, Linköpings stifts herdaminne, 2. (Norrköpings Contract eller Lösings, Bråbo och Memmings Prosteri. Wikbolands eller Östkind och Björkekinds Prosteri. Hammarkinds Prosteri. Bergslags Prosteri. Norra Tjust Prosteri.Södra Tjust Prosteri.) 1846. 392 sidor.
- Johan Isak Håhl, Linköpings stifts herdaminne, 3. (Aspelands Prosteri. Kinds Prosteri. Göstrings Prosteri. Lysings Prosteri. Norra Wedbo Prosteri. Södra Wedbo Prosteri.) 1847. 360 sidor.
- Johan Alfred Westerlund &  Johan Axel Setterdahl, Linköpings stifts herdaminne, 1. Biskopar och domkapitlet.  1915. 378 sidor.
- Johan Alfred Westerlund &  Johan Axel Setterdahl, Linköpings stifts herdaminne, 2. Domprosteriet. Gullbergs och Bobergs, Aska, Dals och Bankekinds kontrakt. 1919. 567 sidor.
- Johan Alfred Westerlund &  Johan Axel Setterdahl, Linköpings stifts herdaminne, 3. Skärkinds, Norrköpings, Vikbolandets. Hammarkinds och Bergslags kontrakt. 1917. 785 sidor.
- Johan Alfred Westerlund &  Johan Axel Setterdahl & Erik Meurling, Linköpings stifts herdaminne,  4. Norra Tjusts, Södra Tjusts, Tunaläns och Sevede, Aspelands, Kinds, Ydre samt Vifolka och Valkebo kontrakt. 1920. 681 sidor
- Johan Alfred Westerlund &  Johan Axel Setterdahl & Erik Meurling Linköpings stifts herdaminne, 5:1. Göstrings och Lysings kontrakt. 1932. 258 sidor; ej avslutat.
- Mari-Anne Olsson, Namnregister till Linköpings stifts herdaminne. (Skrifter utgivna av Genealogiska föreningen 12.) 1982.

### Skara stift
- Joh. W. Warholm, Skara stifts herdaminne, 1. (Biskopar. Domprosteriet, Wäne, Kinna, Winköls, Wilska, Wartofta och Kållands kontrakt) 1871, 623 sidor. Ny uppl. i faksimil utg. av Arne Sträng 1984.
- Joh. W. Warholm, Skara stifts herdaminne, 2. (Kåkinds, Södra Wadsbo, Norra Wadsbo, Billings, Redvägs, Åhs och Kullings kontrakt samt skolväsendet.) 1872. 798 sidor.  Ny uppl. i faksimil utg. av Arne Sträng 1984.
- R. Hjorth, Skara stifts herdaminne 1871-1903. Ny följd, 1904. 200 sidor.
- L.A. Cederbom & C. O. Friberg, Skara stifts herdaminne. Fortsättning och komplettering av J W Warholms "Skara stifts herdaminne", utgivet 1871-1873, 1. (Biskopar. domprostar. Lektorer och domkapitelsledamöter. Konsistorienotarier. Konsistorieamanuenser. Domkyrkosysslomän. - Domprosteriet, Barne, Väne, Kinna, Vånga, Falköpings, Vartofta och Kållands kontrakt.)  1928. 536 sidor.
- L.A. Cederbom & C. O. Friberg, Skara stifts herdaminne, Fortsättning och komplettering av J W Warholms "Skara stifts herdaminne", utgivet 1871-1873. 2. (Kåkinds, Norra Vadsbo, Södra Vadsbo, Mariestads, Billings, Redvägs, Ås och Kullings kontrakt. E.o. präster och prästvigda lärare. Utom stiftet tjänstgörande präster. - Supplement. Emeriti. Tillägg och rättelser. Personregister.). 1930.  751 sidor

### Strängnäs stift
- Nils Aurelius, Strengnäs stifts Herda-minne, eller Kort beskrifning om Pastores och Comministri så väl uti Södermanland som Neriket, ifrån något öfver 200 år tillbaka, in til närvarande tid, utur Trovärdiga Handlingar Samladt. 1. Södermanland. 1785. 800+ 24 sidor.
- J.E. Follén,  Strengnäs stifts Herda-minne, eller Kort beskrifning om Pastores och Comministri så väl uti Södermanland som Neriket, ifrån något öfver 200 år tillbaka, in til närvarande tid, utur Trovärdiga Handlingar Samladt. 2. Neriket. 1817. 693 + 10 sidor.
- K.A. Hagström, Strängnäs stifts herdaminne. 1.  Biskoparne. Domprosteriets kontrakt. Villåttinge kontrakt. 1897. 497 sidor.
- K.A. Hagström, Strängnäs stifts herdaminne. 2. Oppunda Östra och Oppunda Västra samt Nyköpings Västra och Östra kontrakt. 1898. 547 sidor.
- K.A. Hagström, Strängnäs stifts herdaminne. 3. Daga, Södertörns, Södertelge samt Väster- och Öster-Rekarne kontrakt.  Namnregister till Södermanlandsdelens herdaminne I-III. 1899. 679+22 sidor.
- K.A. Hagström, Strängnäs stifts herdaminne. 4. Örebro, Askers, Glanshammars, Kumla och Edsbergs kontrakt. 1901. 682 sidor.
- Magnus Collmar, Strängnäs stifts herdaminne 1. Medeltiden. 1977. 738 sidor.
- Magnus Collmar, Strängnäs stifts herdaminne. 2. Den äldre vasatiden. 1964. 875 sidor
- Magnus Collmar & Anne-Marie Lenander Fällström, Strängnäs stifts herdaminne. 3. Den yngre vasatiden. 2000. 807 sidor
- Lennart Löthner, Strängnäs stifts herdaminne. 4. Obefordrade präster. 1995. 229 sidor

### Västerås stift
- J.F. Muncktell, Westerås stifts herdaminne, 1. (Biskopar. Domprosteriet, Munktorps, Köpings och Arboga contrakt.) , 1843-44. 495 sidor.
- J.F. Muncktell, Westerås stifts herdaminne, 2. (Fellingsbro, Nora, Norrberkes, Wester-Dals, Leksands, Rättwiks, Mora och Stora Tuna contrakt.) 1844.  558 sidor.
- J.F. Muncktell, Westerås stifts herdaminne, 3. (Hedemora, Fernebo och Sala contrakt. Stiftets Lärowerk. Predikanter wid Westmanlands och Dala Infanteri-Regementer.) 1846. 598 sidor.
- Dito, sökbar fulltext med interna länkar(S Zenker 2012).
- P.A. Ljungberg, Vesterås stifts herdaminne, Ny följd 1800-1880.  1. Vestmanland. 1880. 251 sidor.
- P.A. Ljungberg, Vesterås stifts herdaminne, Ny följd 1800-1880.  2, Dalarne. 1881. 211 sidor.
- Gunnar Ekström, Västerås stifts herdaminne, I. Medeltiden och reformationstiden. 1. Västerås stad , 1939 ff. 775 sidor.
- Gunnar Ekström, Västerås stifts herdaminne, I. Medeltiden och reformationstiden.  2. Återstående församlingar. 1949. 859 sidor.
- Gunnar Ekström, Västerås stifts herdaminne, II:1 1600-talet. 1971 888 sidor
- Gösta Hansson & Leon Herzog, Västerås stifts herdaminne. Stiftshistoriskt och stiftsbiografiskt uppslagsverk. II:2 1700-talet. 1990. 1034 sidor.

### Växjö stift
- C.O. Arcadius, J A Franzén & E A Zetterqvist, Växjö stifts herdaminne, 1. (Biskopar, domprostar, kapitulares, konsistorienotarier.), 355 sidor.1921.
- Gotthard Virdestam, Växjö stifts herdaminne, 2. (Kinnevald och Allbo.) 1927. 404 sidor.
- Gotthard Virdestam, Växjö stifts herdaminne, 3. Sunnerbo och Norrvidinge. 1929. 349 sidor.
- Gotthard Virdestam, Växjö stifts herdaminne, 4. Konga och Uppvidinge. 1930. 378 sidor.
- Gotthard Virdestam, Växjö stifts herdaminne, 5. Östbo och Västbo. 1931. 444 sidor.
- Gotthard Virdestam, Växjö stifts herdaminne, 6. Västra och Östra härad. 1932. 383 sidor.
- Gotthard Virdestam, Växjö stifts herdaminne. 7. Tveta och Vista. Skolpräster. 1932. 383 sidor.
- Gotthard Virdestam, Växjö stifts herdaminne. 8. Regementspräster. Extraordinarier. Stiftets präster utom stiftet. Supplement. Register. Bilaga: Förteckning över Växjö domkapitels arkiv. 1934. 463 + 48 sidor.
- Owe Samuelsson, Växjö stifts herdaminne. Pastorat och präster cirka 1915–2001. Summarisk översikt. (Växjö stiftshistoriska sällskap. Skrifter 24.) 2019. 586 sidor ISBN 978-91-7777-088-6

### Lunds stift
- Severin Cavallin, Lunds stifts herdaminne. Efter mestadels otryckta källor utarbetadt, 1. (Biskopar. Torna härad. Bara härad.) 1854. 422 sidor.
- S. Cavallin, Lunds stifts herdaminne. Efter mestadels otryckta källor utarbetadt, 2. (Oxie härad. Skytts härad. Wemmenhögs härad. Ljunits och Herrestads härad.) 1855. 360 sidor.
- S. Cavallin, Lunds stifts herdaminne. Efter mestadels otryckta källor utarbetadt, 3. (Frosta härad. Färs härad. Onsjö härad. Harjagers härad. Rönnebergs härad. Luggude härad.) 1856. 457 sidor.
- S. Cavallin, Lunds stifts herdaminne. Efter mestadels otryckta källor utarbetadt, 4. (Albo och Jerrestads härader. Ingelstads härad. Södra Åsbo härad. Norra Åsbo härad. Bjära härad. Westra Göinge härad. Östra Göinge härad.) 1857.  447 sidor.
- S. Cavallin, Lunds stifts herdaminne. Efter mestadels otryckta källor utarbetadt, 5. (Willands härad. Gärs härad. Östra härad. Medelstads härad. Listers och Bräkne härad. Amiralitetet i Carlskrona. Det obefordrade presterskapet i Lunds stift.) 1858. 559 sidor.
- Gunnar Carlquist, Lunds stifts herdaminne från reformationen till nyaste tid. Serie II. Biografier. 1. Biskop och domkapitel. Utg. av Ingmar Brohed. 1980. 683 sidor.
- Gunnar Carlquist, Lunds stifts herdaminne från reformationen till nyaste tid. Serie II. Biografier. 2. Oxie kontrakt. 1948. 458 sidor.
- Gunnar Carlquist, Lunds stifts herdaminne från reformationen till nyaste tid. Serie II. Biografier. 3.Skytts och Vemmenhögs kontrakt. 1951. 614 sidor.
- Gunnar Carlquist, Lunds stifts herdaminne från reformationen till nyaste tid. Serie II. Biografier. 4. Torna kontrakt. 1952. 518 sidor.
- Gunnar Carlquist, Lunds stifts herdaminne från reformationen till nyaste tid. Serie II. Biografier. 5. Bara, Ljunits och Herrestads kontrakt. 1954. 613 sidor.
- Gunnar Carlquist, Lunds stifts herdaminne från reformationen till nyaste tid. Serie II. Biografier. 6. Frosta och Färs kontrakt. 1957. 584 sidor.
- Gunnar Carlquist, Lunds stifts herdaminne från reformationen till nyaste tid. Serie II. Biografier. 7. Onsjö, Harjagers och Rönnebergs kontrakt. 1959.  659 sidor.
- Gunnar Carlquist, Lunds stifts herdaminne från reformationen till nyaste tid. Serie II. Biografier. 8. Luggude kontrakt. 1961. 522 sidor.
- Gunnar Carlquist, Lunds stifts herdaminne från reformationen till nyaste tid. Person- och församlingsregister till ser. II:2-8 utarbetade av Gunnar Bergström. 1962.  86 sidor.
- Gunnar Carlquist, Lunds stifts herdaminne från reformationen till nyaste tid. Serie II. Biografier. 9. Albo och Järrestads samt Ingelstads kontrakt. Österlens kontrakt. 1963. 602 sidor.
- Gunnar Carlquist, Lunds stifts herdaminne från reformationen till nyaste tid. Serie II. Biografier. 10. Åsbo och Bjäre kontrakt.  Utg. av Ingmar Brohed. 1985. 615 sidor.
- Gunnar Carlquist, Lunds stifts herdaminne från reformationen till nyaste tid. Serie II. Biografier. 11. Västra och Östra Göinge kontrakt. Utg. av Owe Samuelsson. 2001. 671 sidor.
- Gunnar Carlquist, Lunds stifts herdaminne från reformationen till nyaste tid. Serie II. Biografier. 12. Villands och Gärds kontrakt. Utg. av Owe Samuelsson. 2004. 649 sidor.
- Gunnar Carlquist, Lunds stifts herdaminne från reformationen till nyaste tid. Serie II. Biografier. 13A. Östra och Medelstads kontrakt. Utg. av Owe Samuelsson. 2006. 560 sidor.
- Gunnar Carlquist, Lunds stifts herdaminne från reformationen till nyaste tid. Serie II. Biografier. 13B. Listers och Bräkne kontrakt jämte tillägg. Utg. av Owe Samuelsson. 2006. 595 sidor.
- Gunnar Carlquist, Lunds stifts herdaminne från reformationen till nyaste tid. Serie II. Biografier. 14. De obefordrade prästerna. Utg. av Barbro Edlund. 1991,  591 sidor.
- Gunnar Carlquist, Lunds stifts herdaminne från reformationen till nyaste tid. Serie II. Biografier. 15. Pastoralt och präster 1962–2001. Summarisk översikt av Owe Samuelsson. 2016,  582 sidor.

### Göteborgs stift
- S.P. Bexell & J.G. Bexell, Götheborgs Stifts Historia och Herdaminne. 1. (DomCapitlet och dess Ledamöter. Superintendenter och Biskopar. Domprostar. Lectorer m.fl. Domprosteriets Södra Contract. Domprostriets Norra Contract. Elfsyssels Södra Prosteri. Oroust och Tjörns Prosteri. Elfsyssels Norra Prosteri. Wikornes Prosteri.)  1835. 326 sidor.
- S.P. Bexell & J.G. Bexell, Götheborgs Stifts Historia och Herdaminne.  2. (Marks Prosteri. Kinds Prosteri. Fjäre och Wiske Prosteri. Warbergs Prosteri.  Halmstads Prosteri. Laholms Prosteri.) 1835. 293 sidor.
- S. Pettersson & A. R. Litzén, Göteborgs stifts herdaminne samt geografisk, statistisk och historisk beskrifning öfver pastoraten jemte Stiftets stadfästade Löne-Konventioner, Klockare- och Orgelnistlöner, Historiska anteckningar öfver de Allmänna Läroverken med deras Donationer, Folkskoleväsendet m.m. Sammandrag, 1872. 618 sidor
- C.W. Skarstedt, Göteborgs stifts herdaminne ur kyrkan och skolan. Efter mestadels otryckta källor sammanfördt. 1878-1886. 1273 sidor.
- C.W. Skarstedt, Göteborgs stifts herdaminne. Ny upplaga utg. av Knut Norborg under medverkan av Sigvard Öhrvall. 1948. 724 sidor.
- A. Jarlert, Göteborgs stifts herdaminne 1620-1999. 1. Domprosteriets kontrakt, utg. i samarbete med Bengt O.T. Sjögren och Ann-Britt Johansson, 2010, 496 sidor.
- A. Jarlert, Göteborgs stifts herdaminne 1620-1999. 2. Älvsborgs, Nylöse och Hisings kontrakt, utg. i samarbete med Bengt O.T. Sjögren och Ann-Britt Johansson, 2014, 696 sidor
- A. Jarlert, Göteborgs stifts herdaminne 1620-1999. 3. Fässbergs, Älvsyssels södra och norra kontrakt, utg. i samarbete med Bengt O.T. Sjögren och Ann-Britt Johansson, 2016, 660 sidor
- A. Jarlert, Göteborgs stifts herdaminne 1620-1999. 4. Orusts och Tjörns, Vikornes södra och norra kontrakt, utg. i samarbete med Bengt O.T. Sjögren och Ann-Britt Johansson, 2016, 706 sidor

### Kalmar stift
- Nils Isak Löfgren, Tjenstemän wid Församlingarne och Lärowerken uti Kalmar stift, från äldre till närvarande tider. Biografiska Anteckningar, efter Prostarne Frigelii, Löfmans och Fornanders Samlingar ordnade, utarbetade samt med tillägg försedde och utgifne. 1. Stiftsstyrelsen. Gymnasii och Skole-Lärare i Kalmar. 1836. 226 sidor.
- Nils Isak Löfgren, Tjenstemän wid Församlingarne och Lärowerken uti Kalmar stift, från äldre till närvarande tider. Biografiska Anteckningar, efter Prostarne Frigelii, Löfmans och Fornanders Samlingar ordnade, utarbetade samt med tillägg försedde och utgifne. 2. Ordinarie Presterskapet uti Kalmar Stad och Stiftets Smålandsdel. 1839. 540 sidor.
- Abraham Ahlqvist, Tjenstemän wid Församlingarne och Lärowerken uti Kalmar stift, från äldre till närvarande tider. Biografiska Anteckningar, efter Prostarne Frigelii, Löfmans och Fornanders Samlingar ordnade, utarbetade samt med tillägg försedde och utgifne. 3. Ordinarie Presterskapet på Öland; Extra-ordinarie Tjenstemän uti Stiftet. Befordrade utom Stiftet. 1841, Sid 543-824.
- Pehr Sjöbring,  Tjenstemän wid församlingarne och lärowerken uti Kalmar stift (Clerus Calmariensis). Fortsättning från 1841 till närvarande tid ombesörjd af stiftets biskop. 1885.
- Bror Olsson, Kalmar stifts herdaminne. Det gamla kalmarstiftets klerus från äldsta tider till våra dagar. 1. Biskopar, domprostar, kapitulares, e.o. prästmän, krigspräster m.fl. 1951.  326 sidor.
- Bror Olsson, Kalmar stifts herdaminne. Det gamla kalmarstiftets klerus från äldsta tider till våra dagar. 2. Norra Möre, Stranda och Handbörd. 1947. 386 sidor.
- Bror Olsson, Kalmar stifts herdaminne. Det gamla kalmarstiftets klerus från äldsta tider till våra dagar.3. Södra Möre kontrakt. 1948. 399 sidor.
- Bror Olsson, Kalmar stifts herdaminne. Det gamla kalmarstiftets klerus från äldsta tider till våra dagar. 4. Öland. 1951. 543 sidor.
- Bror Olsson, Kalmar stifts herdaminne. Det gamla kalmarstiftets klerus från äldsta tider till våra dagar. 5. Supplement. Tillägg och rättelser. Personregister. Utg. av Oloph Bexell. (Växjö stiftshistoriska sällskap. Skrifter 2.)1980. 210 sidor.

### Karlstads stift
- Johan Hammarin, Carlstads stifts herdaminne 1, 1846. 372 sid
- Johan Hammarin, Carlstads stifts herdaminne 2, 1847. 291 sid
- Johan Hammarin, Carlstads stifts herdaminne 3, 1849. 368 sid.
- Anders Edestam, Karlstads stifts herdaminne från medeltiden till våra dagar. 1. Superintendenter och biskopar, domprostar, domkapitel m.m.. 1975. 266 sidor.
- Anders Edestam, Karlstads stifts herdaminne från medeltiden till våra dagar. 2. Domprosteriet. Älvdals kontrakt. Visnums kontrakt. 1965. 388 sidor.
- Anders Edestam, Karlstads stifts herdaminne från medeltiden till våra dagar. 3. Nyeds kontrakt. Fryksdals kontrakt. Jösse kontrakt. 1968. 423 sidor.
- Anders Edestam, Karlstads stifts herdaminne från medeltiden till våra dagar. 4. Nordmarks kontrakt. Gillbergs kontrakt. Nors kontrakt. 1970. 355 sidor.
- Anders Edestam, Karlstads stifts herdaminne från medeltiden till våra dagar. 5. Norra Dals kontrakt. Södra Dals kontrakt. Västra Dals kontrakt. 1973. 463 sidor.
- Anders Edestam, Karlstads stifts herdaminne från medeltiden till våra dagar. Person- och församlingsregister, utarb. av Gunnar Bergström, 1976. 83 sidor.
- Harry Nyberg, Karlstads stifts herdaminne från medeltiden till våra dagar. 6. Perioden 1960–1999.  2007. 668 sidor.

### Härnösands stift
- Isak Grape, Minne af presterskapet i Lappmarks-Församlingarne inom Hernösands stift. 1853. - Faksimilutgåva 1982 med titeln Lappmarkens herdaminne (Suecia Rediviva 95).
- J. F. Biberg, Hernösands stifts historia och herdaminne. D. 1, A-G. 1876. 259 sidor.
- J. F. Biberg, Hernösands stifts historia och herdaminne. D. 2, H-M. 1876. 355 sidor.
- J. F. Biberg, Hernösands stifts historia och herdaminne. D. 3, N-R. 1879. 326 sidor. Ej avslutat.
- Leonard Bygdén, Hernösands stifts herdaminne. Bidrag till kännedomen om prästerskap och kyrkliga förhållanden till tiden omkring Luleå stifts utbrytning 1. (Superintendenter och biskopar - Högsjö med Hemsö.) 1923. Facs. 2004. 373 sidor.
- Leonard Bygdén, Hernösands stifts herdaminne. Bidrag till kännedomen om prästerskap och kyrkliga förhållanden till tiden omkring Luleå stifts utbrytning. 2. (Indal - Nätra) 1923. Facs. 2004. 396 sidor.
- Leonard Bygdén, Hernösands stifts herdaminne. Bidrag till kännedomen om prästerskap och kyrkliga förhållanden till tiden omkring Luleå stifts utbrytning. 3. (Offerdal - Sorsele) 1925. Facs. 2004. 389 sidor.
- Leonard Bygdén, Hernösands stifts herdaminne. Bidrag till kännedomen om prästerskap och kyrkliga förhållanden till tiden omkring Luleå stifts utbrytning. 4. (Stensele - Östersund.) 1926. Facs. 2004. 431 sidor.
- Hernösands stifts herdaminne. Supplement. Utg. av Carl Szabad. (Frösö skolas lärarminne. Ångermanlands präster i äldre tider. Supplement till pastoraten i Jämtland och Härjedalen av Bertil Hasselberg. Rättelser till Ångermanlands prästeri äldre tider av Carl Szabad. Personregister till Bygdéns herdaminne jämte supplement.) 35+81+179+3+196=494 sidor.
- Gunnar Hellström. Register öfver prästfruar i Bygdéns Hernösands stifts herdaminne. 1969.
- Thord Bylund m.fl., Härnösands stift 1904-1994. Präster och pastorat. Matrikel utgiven av Härnösands stifts herdaminneskommitté. 1994.

Bygdéns fyrbandsverk från 1923-1926 har digitaliserats av Umeå universitet och finns tillgängligt via bland annat biblioteksdatabasen Libris (se "Externa länkar" nedan).

### Luleå stift
- Ivar Hylander m.fl., Luleå stift 1904-1981. Församlingar och prästerskap (Kungliga Skytteanska samfundets handlingar 25.) 1982.

### Visby stift
- O.W. Lemke, Wisby stifts herdaminne. Efter mestadels otryckta källor utarbetadt Visby 1868.584 sid. -  Supplementblad till Wisby stifts herdaminne 1868-1892. Visby 1892. 61 sid.

### Stockholms stad
- Gunnar Hellström, Stockholms stads herdaminne från reformationen intill tillkomsten av Stockholms stift. Biografisk matrikel. Monografier utgivna av Stockholms stadsförvaltning 11. 1951.

### Åbo stift
- Carl Henric Strandberg, Åbo stifts herdaminne från reformationens början till närvarande tid. 1-2. 1832-1834.
- Karl Gabriel Leinberg, Det odelade finska biskopsstiftets herdaminne. Finska kyrkohistoriska samfundets handlingar 1. 1895.
- Karl Gabriel Leinberg, Åbo stifts herdaminne, 1554-1640. Finska kyrkohistoriska samfundets handlingar 5. 1903.
- O.I. Colliander, Finska kyrkans herdaminne från 19:de århundradets början till nutid. 1-2, 1910-1918.
- Yrjö Blomstedt och Eero Matinolli, Turun hiippakunnan paimenmuisto 1554-1809. Suomen kirkkohistoriallisen seuran toimituksia 67:1. 1963

### Borgå stift
- Matthias Akiander, Herdaminne för fordna Wiborgs och nuvarande Borgå stift. 1-2. 1868.
- Bjarne Henriksson, Prästmän på Åland under 500 år. (Ålands högskola 1989:2.) 1989. 146 sidor.

### Hovkonsistoriet
- A. Westén, Svenska kongl. hofclereciets historia, 1-2. 1799-1814.
- C.E. Wenström, Svenska kongl. hofclereciets historia ifrån 1800-1850,  1850.

### Ingermanlandsstift
- Kyösti Väänänen, Herdaminne för Ingermanland. 1, Lutherska stiftsstyrelsen, församlingarnas prästerskap och skollärare i Ingermanland under svenska tiden. (Skrifter utg. av Svenska litteratursällskapet i Finland 538.) 1987.
- Georg Luther, Herdaminne för Ingermanland. 2, De finska och svenska församlingarna och deras prästerskap 1704-1940. (Skrifter utg. av Svenska litteratursällskapet i Finland 620.) 2000.

### Estland
- Gustav Carlblom, Prediger Matricul Ehstlands und der Stadt Reval, [Reval:] Bornwasser 1794.
- H[ugo] R[ichard] Paucker, Ehstlands Geistlichkeit in geordneter Zeit- und Reihefolge. Reval: Lindfors Erben 1849.
- Liivi Aarma, Põhja-Eesti vaimulike lühielulood 1525-1885 (Põhja-Eesti kogudused ja vaimulikkond 1525-1885; 2). Reval: [Aarma Maja] 2007.

### Livland
- Paul Baerent et. al., Die evangelischen Prediger Livlands bis 1918. Köln & Wien: Böhlau 1977

### Ösel
- Arved v. Schmidt, Die Pastoren Oesels seit der Reformation (Abhandlungen des Instituts für wissenschaftliche Heimatforschung an der Livländischen Gemeinnützigen u. Ökonomischen Sozietät (Gegr. 1792); 5). Dorpat: J. G. Krüger 1939

### Pommern
- Hans Moderow, Der Regierungsbezirk Stettin (Die evangelischen Geistlichen Pommerns von der Reformation bis zur Gegenwart; 1). Stettin: Paul Niekammer 1903.
- Ernst Müller, Der Regierungsbezirk Köslin. Die reformierten Gemeinden Pommerns. Die Generalsuperintendenten (Die evangelischen Geistlichen Pommerns von der Reformation bis zur Gegenwart; 2). Stettin: Léon Saunier 1912.
- Hellmuth Heyden, Pommersche Geistliche vom Mittelalter bis zum 19. Jahrhundert (Veröffentlichungen der historischen Kommission für Pommern; V, 11). Köln & Graz: Böhlau 1965.

### Svensk kolonialförvaltning
- J.A. Hellström, "De svenska prästerna på S:t Barthélemy under den svenska kolonialtiden." Personhistorisk tidskrift 82 (1986), s. 5–56.